# Троя (филм)
Троя (на английски: Troy) е американски филм от 2004 г. с участието на Брад Пит (в ролята на Ахил), Ерик Бана (в ролята на Хектор) Орландо Блум (в ролята на Парис), Шон Бийн (в ролята на Одисей), Питър О'Тул (в ролята на Приам), и Джули Кристи. Режисьор е Волфганг Петерсен.
Сюжетът на филма е за Троянската война по разказа на Омир от древногръцката литература „Илиада“, в която се разказва за троянската война. „Одисея“ е продължението. В нея се разказва за приключенията на Одисей след края на троянската война.

## Сюжет
Когато троянските принцове Парис (Орландо Блум) и Хектор (Ерик Бана) гостуват на спартанския цар Менелай (Брендан Глийсън), за да уредят делата по сключването на мир между Спарта и Троя, Парис се влюбва в Елена Даян Крюгер), съпруга на Менелай и най-красивата жена на света. Мирът е сключен, но когато корабът на троянците потегля обратно, Хектор разбира, че и Елена се е качила на борда с помощта на Парис. След мира идва войната. Брат на Менелай е Агамемнон (Брайън Кокс), който е подчинил почти всички царства в Гърция. Троя е сред царствата, които още не е завладял. Менелай моли Агамемнон за помощ. 1000 кораба тръгват за Троя.
На него му е писано да не се върне от Троя.
Троя е завладяна с помощта на Одисей (Шон Бийн), който дава идеята да се построи огромен кон, в него да се скрият най-добрите воини, а другите да се прикрият заедно с корабите от погледа на троянците. Троянците ще си помислят, че гърците са си отишли, а конят е дар за боговете, и ще го внесат в града. А през нощта скритите воини ще излязат и ще отворят портите за останалите.

## Участват
- Брад Пит – Ахил
- Ерик Бана – Хектор
- Орландо Блум – Парис
- Диане Крюгер – Елена
- Брендан Глийсън – Менелай
- Брайън Кокс – Агамемнон
- Шон Бийн – Одисей
- Питър О'Тул – Приам
- Джули Кристи – Тетида
- Роуз Бърн – Бризеида
- Гарет Хедлънд – Патрокъл
- Сафрън Бъроус – Андромаха

## В България
В България филмът е излъчен на 13 март 2011 г. по Би Ти Ви с български войсоувър дублаж. Екипът се състои от:
| Озвучаващи артисти  | Петя Абаджиева Стефан Димитриев Васил Бинев Камен Асенов Станислав Димитров |
| Преводач            | Илияна Йорданова                                                            |
| Режисьор на дублажа | Здрава Каменова                                                             |